# マーク・サンチェス
マーク・サンチェス（Mark Travis John Sanchez , 1986年11月11日 - ）は、アメリカ合衆国カリフォルニア州ロングビーチ出身の元プロアメリカンフットボール選手、ESPNカレッジフットボールアナリスト。現役時代のポジションはクォーターバック（QB）。

## 経歴

### 高校時代まで
1986年にカリフォルニア州ロングビーチでメキシコ系移民3世として生まれる。サンタ・マルガリタ・カトリック高校に進学し、2年生の時に初めてクォーターバックとしてプレーする。高校時代には野球もプレーしていて、投手と三塁手を務めていた。
3年次にミッション・ヴィエホ高校へ転校。QBの育成に実績のあるボブ・ジョンソンコーチ（元NFL選手のロブ・ジョンソンの父）に指導を受けるための転校であったが、ここで一気に才能が開花。1シーズンで2,600ヤードのパスを通し、29TDを記録。一躍有名大学から注目を浴びる存在になった。サンチェスは自身の憧れの選手であるカーソン・パーマー（シンシナティ・ベンガルズ）の母校であることや、ピート・キャロルコーチの指導を受けられることを理由にカレッジフットボールの名門、南カリフォルニア大学（USC）へ進学する。

### 南カリフォルニア大学（USC）

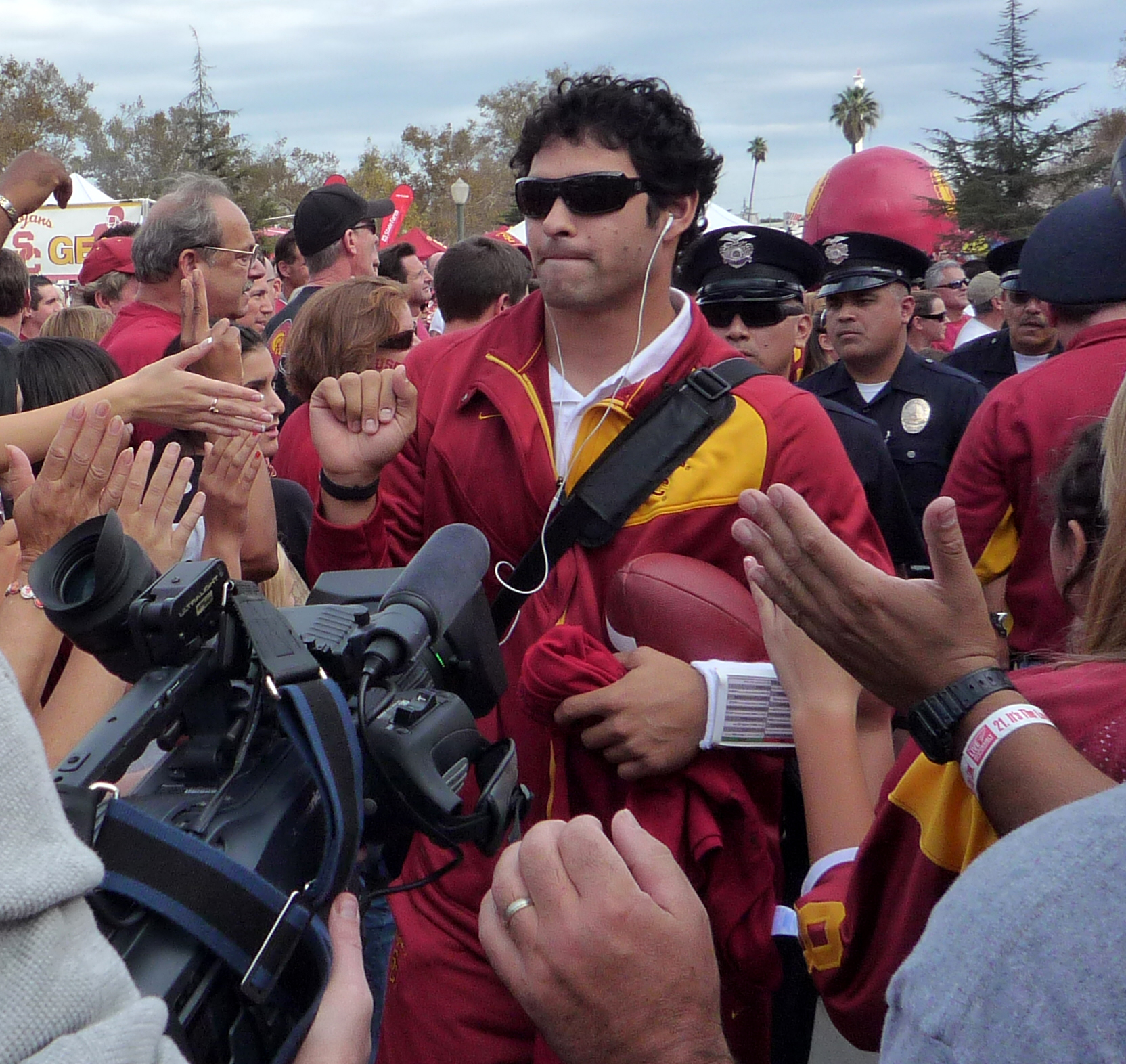
ファン・報道陣に囲まれるサンチェス

南カリフォルニア大学（以下、USC）では、ピート・キャロルからスローイングの指導を受け、同時にQBとして必要な判断力を培った。1年次には3試合に出場しパス7本中3本を成功63ヤード獲得、被インターセプト1回の成績で終えた。2年次にはシーズン開幕直前の秋になってから右手の親指を負傷してアイダホ大学との開幕戦を欠場した。エースQBのジョン・デビッド・ブーティが右手の指を骨折しスタンフォード大学に23-24と負けた次のアリゾナ大学戦で先発QBとなった。10月13日に行われたその試合で彼は前半に2度のインターセプトを与えたが後半15本中11本のパスを成功させ74ヤード、1タッチダウンをあげて20-13でチームは勝利した。この試合彼はパス31本中19本を成功、130ヤードを投げて1タッチダウンパスをあげ、2インターセプト、3サックを喫した。翌週行われたノートルダム大学戦ではパス38本中23本成功で235ヤードを獲得、4タッチダウンパスをあげインターセプトは0であった。翌週のオレゴン大学戦でも先発したが後半にマシュー・ハーパーに2インターセプトされた。翌週のオレゴン州立大学戦ではブーティが復帰し彼は再び控えに回った。この年彼は695ヤードを獲得し7タッチダウン、5インターセプトで終えた。
2008年の春のキャンプでの結果、彼は秋のキャンプでのエースQBに任命されたが、秋のキャンプ第1週に負傷し3週間ほど練習を休んだ。バージニア大学との開幕戦には無事先発出場しパス35本中26本を成功、自己ベストの338ヤードを投げて3タッチダウン、1インターセプトの成績を残した。3年次にようやく先発QBのポジションに定着した。3年次には全試合に先発し、USCを12勝1敗の好成績に導いた。翌年1月1日のローズボウル（vsペンシルベニア州立大学）では、自己ベストとなる413パスヤード、ローズボウル新記録となるパス成功率80%（28/35）をマークし、オフェンスの最優秀選手に輝いた。パスで413ヤード獲得したのはUSC史上4位の記録であり、2002年のノートルダム大学戦でカーソン・パーマーが425ヤードを投げて以来の数字であった。この年彼は大学史上2位となるシーズン34タッチダウンパス（歴代1位は2003年にマット・ライナートが38タッチダウン）、10インターセプトの成績を残した。
その直後に、アーリーエントリーでのNFL入りを宣言。USCのQBがアーリーエントリーでプロ入りするのは史上2人目であった。最終学年を待たずしてプロ入りすることについてはキャロルヘッドコーチなどより反対の声もあったが、サンチェスは2009年のドラフトの方が翌年を待つよりも上位指名を受ける可能性が高いと判断し、プロ入りを決意した。
2009年のNFLドラフトでは、マシュー・スタッフォード（デトロイト・ライオンズから全体1位指名）と並ぶ注目QBとしてリストアップされ、1巡目（全体5位）でニューヨーク・ジェッツから指名を受ける。ジェッツは本来全体17番目での指名予定であったが、ケニオン・コールマン、エイブラム・イーラム、ブレット・ラトリフの3選手の放出と全体17番目、52番目の指名権を犠牲にしたトレードアップにより指名順位を繰り上げ、待望の先発QB候補であるサンチェスを指名した。ジェッツでは前年ブレット・ファーヴがエースQBとしてプレーし、去就を明らかにしていなかったがトレードアップでジェッツがサンチェスを指名したことは驚きを与えた。

### ニューヨーク・ジェッツ
2009年6月10日、サンチェスはジェッツと5年総額6,000万ドル（出来高込み）で契約に合意した。前年度限りで退団した名QBブレット・ファーブの後釜として期待されており、2009年シーズンに向けて、ケレン・クレメンスと先発QBの座を争った末、開幕戦から先発出場を果たし3連勝を達成した。その後3連敗や怪我による欠場でクレメンスに先発の座を譲ったが復帰後先発の座に戻り最終週のシンシナティ・ベンガルズ戦を勝利に導きチームはプレーオフ進出を果たした。この年チームは新ヘッドコーチ、レックス・ライアンのもとで戦ったが、1年目のヘッドコーチ、新人QBでプレーオフ進出はNFL史上3回目の快挙であった。
ワイルドカードプレーオフのベンガルズ戦ではパス成功率80%の活躍でベンガルズを敵地で破り、ディビジョナルプレーオフのサンディエゴ・チャージャーズ戦も17-14と勝利したが、AFCチャンピオンシップゲームでインディアナポリス・コルツに敗れて第44回スーパーボウル出場を逃した。
この年、レギュラーシーズン15試合に先発出場し、2,444ヤードを投げて12タッチダウン、20インターセプト、QBレイティング63であったが、プレーオフではQBレイティング92.7と堅実なプレーを見せた。
2010年はインターセプトを前年より減らした。
第15週のピッツバーグ・スティーラーズ戦では右肩を痛めた。ワイルドカードプレーオフではインディアナポリス・コルツを破り、ディビジョナルプレーオフではニューイングランド・ペイトリオッツ戦では3タッチダウン、インターセプトなしの活躍を見せて第13週には3-45で敗れた相手を28-21で破ったがAFCチャンピオンシップゲームでピッツバーグ・スティーラーズに敗れ2年連続あと一歩のところでスーパーボウル出場を逃した。
2011年、ロックアウト中の5月、サントニオ・ホームズ、ブレイロン・エドワーズの残留を希望するコメントを出した。また自身で攻撃の主力選手によるキャンプを主催、これにはラダニアン・トムリンソン、ジャスティン・ケラー、ブレイロン・エドワーズなどが参加した。
第12週のバッファロー・ビルズ戦では自己ベストの4タッチダウンをあげる活躍を見せて勝利に貢献した。チームはこの年8勝8敗でプレーオフを逃し、サンチェスやオフェンスコーディネーターのブライアン・ショッテンハイマーには批判が集中し、ショッテンハイマーは退団したが、ウッディ・ジョンソンオーナーやレックス・ライアンヘッドコーチはサンチェスを擁護した。
2012年3月、ジェッツと3年間4050万ドルの契約延長を果たした。その一方でジェッツは、ティム・ティーボウをデンバー・ブロンコスからトレードで獲得した。
2012年のバッファロー・ビルズとの開幕戦では、パス27回中19回成功、266ヤード、3TDパスを決めて48-28で勝利したものの、続く4試合で1999年にボルチモア・レイブンズのストーニー・ケイスが記録して以来となる、4試合連続でパス成功率50%を切る乱調で、チームは2勝3敗となった。メディアやファンからは不調のサンチェスに代わってティーボウを先発QBとして起用するべきという声が高まった。10月14日のインディアナポリス・コルツ戦では、パス18回中11回成功、82ヤード、2TDパスの成績で、チームは35-9で勝利したが、翌週のニューイングランド・ペイトリオッツ戦では、パス成功率68%と40回以上パスを投げた試合では、自己ベストの成功率をあげたが、第2Qにション・グリーン、コンラッド・ルーランドがアンダーニースでワイドオープンであった状況で、スティーブン・ヒルへ34ヤードのパスを通そうとしてインターセプトされた。オーバータイムにロブ・ニンコビッチにサックされ、ボールをファンブルロス、試合に敗れた。この試合で左手の親指を突き指した。11月11日のシアトル・シーホークス戦ではパス22回中9回成功、124ヤード、1インターセプトに終わった。11月18日のセントルイス・ラムズ戦でパス20回中15回成功、178ヤード、1TDの成績をあげて、チームは27-13で勝利、4勝6敗となった。翌週に行われたペイトリオッツとのこの年2度目の対戦で、パス36回中26回成功、1TD、1INTの成績をあげたが、2度のターンオーバーをいずれもTDに結び付けられ19-49で大敗した。12月2日のアリゾナ・カージナルス戦では3回目のインターセプトを喫した後、ベンチに下げられて、グレッグ・マッケロイが交代出場、ジェフ・カンバーランドへのTDパスにより、チームは7-6で勝利した。サンチェスは翌週のジャクソンビル・ジャガーズ戦でも先発し、パス19回中12回成功、111ヤード、ファンブルロスを喫し、それがあいてFGにつながったが、17-10でチームは勝利した。プレーオフ争いには負けられない一戦、テネシー・タイタンズとの試合で4インターセプト、1ファンブルロストを喫し、10-14でチームは敗れた。翌週の試合ではマッケロイが先発QBに指名され、マッケロイが負傷したことから、最終週は再びサンチェスが先発した。この年パス成功率は、54.3%、13TD、18INTに終わった。またキャリアワーストの14ファンブルを喫している。
2013年のドラフト2巡でジェッツは、ジーノ・スミスを指名、ジョン・イドジクゼネラルマネージャーは、サンチェスがスミス、デビッド・ギャラード、マッケロイと先発QB争いに臨むことになると語った。その後、プレシーズンでもまずますの活躍を見せた上に、先発争いをしていたジーノ・スミスの不調によりサンチェスの開幕先発が確実視されたが、プレシーズン第3週のニューヨーク・ジャイアンツ戦で右肩を負傷し、開幕戦出場は絶望的となった。
2013年9月14日、復帰指定付きの故障者リストに登録された。このため復帰は早くても第10週以降となった。その後10月8日に肩の手術を行い、残りシーズンを全休することが発表された。2014年3月21日、ニューヨーク・ジェッツから解雇された。

### フィラデルフィア・イーグルス

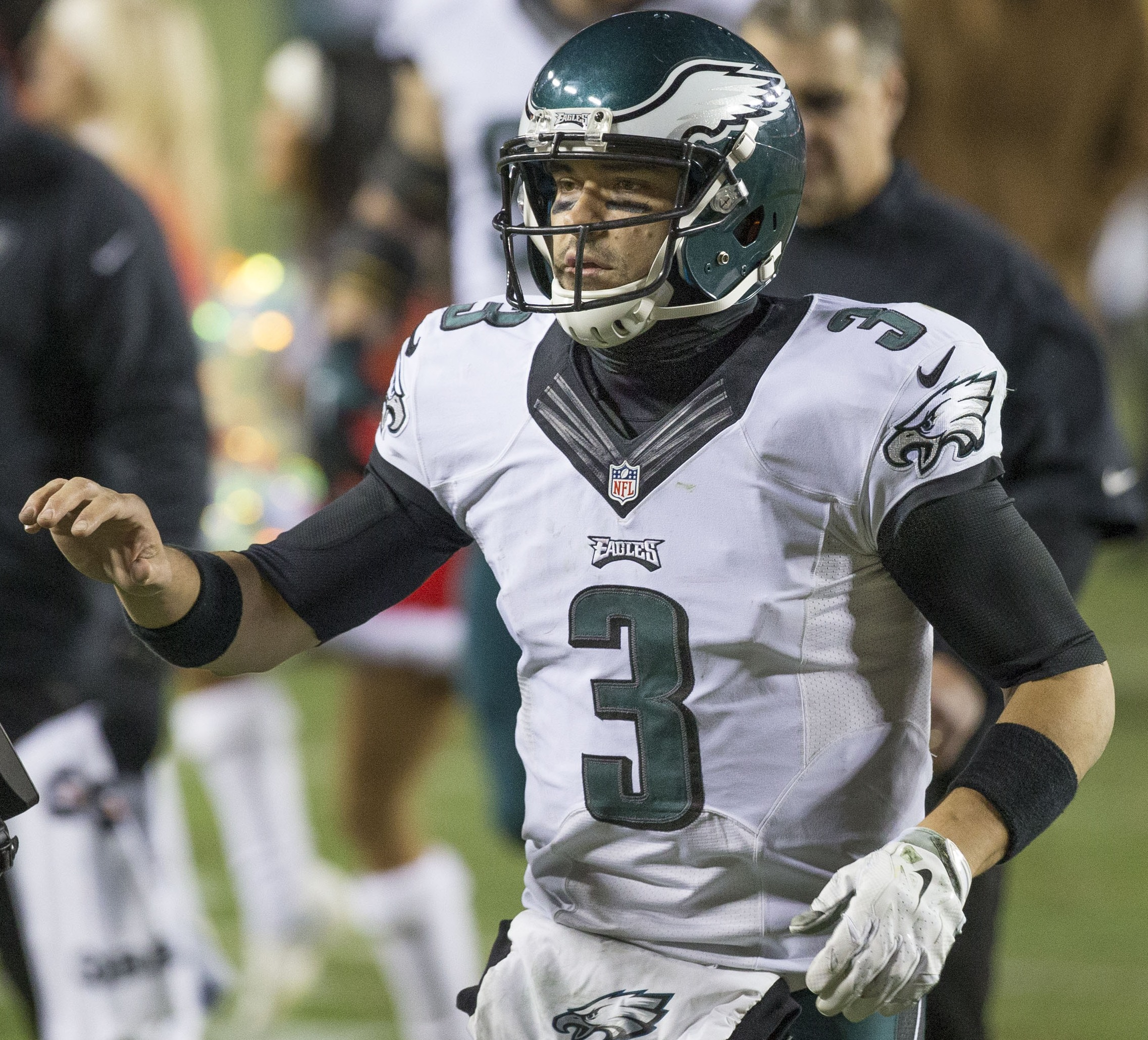
イーグルス時代のサンチェス

2014年3月28日、フィラデルフィア・イーグルスと契約したことが発表された。イーグルスでは先発QBニック・フォールズの控えの座をUSCの後輩であるマット・バークリーと争った。プレシーズンでは３試合でパス31回中25回成功、281ヤード、3TDパス、1インターセプトで112.5と好調で、ニック・フォールズに次ぐ2番手QBに定着した。第9週のヒューストン・テキサンズ戦の第1Qにフォールズが負傷したため途中出場し、パス22回中15回成功、202ヤード、2タッチダウン、2インターセプトの活躍を見せ、チームを31-21で勝利に導いた。その後最終週まで先発を務め、先発QBとして4勝4敗（チームは10勝6敗）でチームはプレイオフ出場を逃した。この年2,418ヤードを投げ、パス成功率は64.1%、14TD、11INTに終わった。
2015年3月、イーグルスと2年間最大1600万ドルで契約延長を果たした。

### デンバー・ブロンコス
2016年3月11日、条件付きで2017年のドラフト7巡指名権と引き換えに、デンバー・ブロンコスにトレードされた。
プレシーズン初戦のベアーズ戦では1TDを決めるも1INTを献上。その後も調子は振るわず、ブロンコスの先発QBの座をトレバー・シーミアンに奪われた。サンチェスはプレシーズン中にブロンコスを解雇された。

### ダラス・カウボーイズ
ブロンコスから解雇されたサンチェスは、その数日後にダラス・カウボーイズと契約した。正QBトニー・ロモの負傷があったが、代役は新人QBダック・プレスコットが指名され、3試合の出場で終わった。

### シカゴ・ベアーズ
2017年3月、シカゴ・ベアーズと契約。

### ワシントン・レッドスキンズ
2018年シーズンはワシントン・レッドスキンズに所属。2019年7月に引退が報じられ、カレッジ・フットボールのアナリストに転身するとされている。

## 選手としての特徴
強肩とパスコントロールが持ち味のポケットパサーであり、クイックリリースでパスラッシュを回避する。また、バランスの取れた堅実なフットワークもあり、敵ディフェンスによるブリッツを交わしながらもポケット内に留まってパスのターゲットを探すことができる。高校時代から常にパス主体のシステムでプレーしてきたため、パスの投げ分けは非常に巧みであると評価されている。NFLネットワークのアナリストであるマイク・メイロックは、サンチェスをマット・ライアン（アトランタ・ファルコンズ）に似たタイプのQBだとしており、「正確なパス、的確な読みに、十分な肩の強さを持っている」と高く評価している。
一方で、大学時代の先発試合数が16試合と少ないことに起因する経験不足や、ロングパスの精度の甘さがウィークポイントだとされる。また、インターセプトやファンブルでのターンオーバーが非常に多く、しばしば批判の対象となっている。
2011・12シーズンで共にプレイオフ進出を逃した事から、サンチェスのフランチャイズQBとしての実力がしばしば疑問視された。特に2012年シーズンではサンチェスの不調によって、ファンやメディアからもティム・ティーボウを先発として起用すべきだという声が高まるなど常に批判の的にされてきた。しかし一部ではジェッツ低迷の問題はサンチェスよりもWRやOL陣にあると擁護する声もある。

## メキシコ系アメリカ人
メキシコ系アメリカ人であるサンチェスは、メキシコ系移民が多く住むカリフォルニア州出身のヒーローということで、メキシコ系移民のシンボル的存在になっている。サンチェス自身も、「自分がメキシコ系移民であることを誇りに思う」と語っているが、USC3年次にメキシコ国旗の色に染めたマウスピースをはめている様子が全米に放映され、物議を醸した。それ以降、そのマウスピースを使うのは止め、自身のルーツについての言動には注意を払うようにしている。
メキシコ系アメリカ人QBとしてはジム・プランケット、ジョー・カップ、ジェフ・ガルシア、トニー・ロモ、マーク・バルジャーなどがいたが彼は移民3世であり父方、母方すべてメキシコ系アメリカ人家系である。

## 年度別成績

### USC
| 年度 | チーム | 試合 | 先発 | パス | パス | パス | パス  | パス | パス | パス | パス | ラン | ラン | ラン | ラン | ラン | QB レート |
| 年度 | チーム | 試合 | 先発 | Comp | Att  | Pct  | Yds   | YPA  | TD   | Lng  | Int  | Att  | Yds  | Avg  | Lng  | TD   | QB レート |
| ---- | ------ | ---- | ---- | ---- | ---- | ---- | ----- | ---- | ---- | ---- | ---- | ---- | ---- | ---- | ---- | ---- | --------- |
| 2006 | USC    | 3    | 0    | 3    | 7    | 42.9 | 63    | 9.0  | 0    | 22   | 1    | 4    | -5   | -1.3 | 4    | 1    | 89.89     |
| 2007 | USC    | 6    | 3    | 69   | 114  | 60.5 | 695   | 6.1  | 7    | 48   | 5    | 14   | 22   | 1.6  | 11   | 0    | 123.22    |
| 2008 | USC    | 13   | 13   | 241  | 366  | 65.8 | 3,207 | 8.8  | 34   | 63   | 10   | 52   | 16   | 0.3  | 15   | 3    | 164.64    |
| 計   | 計     | 22   | 16   | 313  | 487  | 64.3 | 3,965 | 8.1  | 41   | 63   | 16   | 70   | 33   | 0.5  | 15   | 4    | 153.9     |